# Alanna Nash
Alanna Nash (* 16. August 1950 in Louisville, Kentucky) ist eine US-amerikanische Journalistin und Sachbuchautorin.
Nash verfasste unter anderem Biografien über die Country-Sängerin Dolly Parton, die Fernsehjournalistin Jessica Savitch und den Elvis-Manager Colonel Tom Parker.

## Leben
Alanna Nash studierte bis 1972 am Stephens College und erhielt ihren Master of Arts 1974 an der Columbia University Graduate School of Journalism.
Nach ihrem Studium begann sie ihre Tätigkeit als Journalistin. Nash schrieb unter anderem für Entertainment Weekly, USA Weekend und The New York Times.
Nash veröffentlichte 1978 ihre Biografie über Dolly Parton, die mehrfach neu aufgelegt wurde. 1988 entstand ihre Biografie der Journalistin Jessica Savitch, Golden Girl: The Story of Jessica Savitch. Ihr Buch diente John Gregory Dunne und Joan Didion später als Basis für ein Drehbuch, das 1996 von Jon Avnet als Aus nächster Nähe verfilmt wurde.
In den 1990er Jahren begann Nash mit ihrer Arbeit an einer Biografie über Elvis Presley. Sie sicherte sich die Mitarbeit der Elvis-Vertrauten Billy Smith, Marty Lacker und Lamar Fike. Ihr Buch Elvis Aaron Presley: Revelations from the Memphis Mafia erschien 1995 bei HarperCollins.
2003 veröffentlichte Nash eine vielbeachtete Biografie über den Elvis-Manager Colonel Tom Parker unter dem Titel The Colonel: The Extraordinary Story of Colonel Tom Parker and Elvis Presley. Das Werk brachte ihr 2004 den Belmont Book Award ein.

## Schriften
- 1978: Dolly. 1978, Reed Books, Los Angeles, ISBN 978-0-89169-523-3.
- Golden Girl: The Story of Jessica Savitch. 1988, Dutton, New York, ISBN 978-0-525-24667-1.
- Behind Closed Doors: Talking with the Legends of Country Music. 1988, Knopf, New York, ISBN 978-0-679-72102-4.
- mit Billy Smith, Marty Lacker, Lamar Fike: Elvis Aaron Presley: Revelations from the Memphis Mafia. 1995, New York, HarperCollins, ISBN 978-0-06-017619-8.
- Dolly: The Biography. 2002, New York, Cooper Square Press, ISBN 978-0-8154-1242-7.
- The Colonel: The Extraordinary Story of Colonel Tom Parker and Elvis Presley. 2003, New York, Simon & Schuster, ISBN 978-0-7432-1301-1.
- Elvis: And the Memphis Mafia. 2005, Aurum, London, ISBN 978-1-84513-128-9.
- mit Paul Kingsbury: Will the Circle be Unbroken: Country Music in America. 2006, DK Publishing, New York, ISBN 978-0-7566-2352-4.
- mit Paul Kingsbury: Country Music: The Complete Visual History. 2006, Dorling Kinserley, London, ISBN 978-1-4053-0969-1.
- mit Alan Fortas: Elvis: from Memphis to Hollywood. 2008, Aurum, London, ISBN 978-1-84513-322-1.
- Baby, Let's Play House: Elvis Presley and the Women Who Loved Him. 2010, New York, HarperCollins, ISBN 978-0-06-169985-6.